# Sphaerophragmium guineense
Sphaerophragmium guineense är en svampart som beskrevs av Vienn.-Bourg. 1959. Sphaerophragmium guineense ingår i släktet Sphaerophragmium och familjen Raveneliaceae.   Inga underarter finns listade i Catalogue of Life.